# Klokah
Klokah is een bestuurslaag in het regentschap Blora van de provincie Midden-Java, Indonesië. Klokah telt 3261 inwoners (volkstelling 2010).